# Apanteles conon
Apanteles conon är en stekelart som beskrevs av Nixon 1965. Apanteles conon ingår i släktet Apanteles och familjen bracksteklar. Inga underarter finns listade i Catalogue of Life.